# Puszcza Piaskowa
Puszcza Piaskowa – zwarty kompleks leśny o powierzchni ok. 63,5 km² położony na Pojezierzu Myśliborskim i w Dolinie Dolnej Odry. Puszcza porasta Wzgórza Krzymowskie między Krzymowem i Stokami a Bielinkiem i Piaskiem, na zachód od Chojny. Kompleks leśny tworzą lasy sosnowe i mieszane. Puszcza w całości znajduje się w granicach Cedyńskiego Parku Krajobrazowego.

## Ochrona przyrody
- Rezerwat przyrody Bielinek
- Rezerwat przyrody Dąbrowa Krzymowska
- Rezerwat przyrody Dolina Świergotki
- Rezerwat przyrody Olszyna Źródliskowa pod Lubiechowem Dolnym
- Rezerwat przyrody Olszyny Ostrowskie
- Pomniki przyrody (wybrane):
  - Dąb Król
  - Głazy Bliźniaki
- Cedyński Park Krajobrazowy

## Znakowane szlaki turystyczne
- Szlak Nadodrzański (Chojna→ Lubiechów Dolny)
- Szlak Wzgórz Morenowych (Lubiechów Dolny→ Moryń)
- Szlak przez Rajską Dolinę (Piasek → Głazy Bliźniaki)
- Szlak „Zielona Odra”